# Memories of the Future
Memories of the Future (дословно — «Воспоминания о будущем») — дебютный студийный альбом электронного музыканта Kode9, записанный совместно с вокалистом The Spaceape. Выдержанный в жанре дабстеп, альбом был выпущен 16 октября 2006 года на собственном лейбле Hyperdub. За три недели до официального релиза промокопия альбома получила нелегальное распространение через Интернет.

## Список композиций
| №                   | Название            | Длительность |
| ------------------- | ------------------- | ------------ |
| 1.                  | «Glass»             | 4:30         |
| 2.                  | «Victims»           | 3:52         |
| 3.                  | «Backward»          | 4:44         |
| 4.                  | «Nine»              | 1:55         |
| 5.                  | «Curious»           | 4:58         |
| 6.                  | «Portal»            | 4:26         |
| 7.                  | «Addiction»         | 3:41         |
| 8.                  | «Sine»              | 5:22         |
| 9.                  | «Correction»        | 3:16         |
| 10.                 | «Kingstown»         | 4:41         |
| 11.                 | «9 Samurai»         | 3:40         |
| 12.                 | «Bodies»            | 2:27         |
| 13.                 | «Lime»              | 1:56         |
| 14.                 | «Quantum»           | 3:18         |
| Общая длительность: | Общая длительность: | 52:46        |

## Приём

### Отзывы критиков
| Оценки критиков | Оценки критиков                                                          |
| Источник        | Оценка                                                                   |
| --------------- | ------------------------------------------------------------------------ |
| AllMusic        | 4 из 5 звёзд · 4 из 5 звёзд · 4 из 5 звёзд · 4 из 5 звёзд · 4 из 5 звёзд |
| Tiny Mix Tapes  | 4 из 5 звёзд · 4 из 5 звёзд · 4 из 5 звёзд · 4 из 5 звёзд · 4 из 5 звёзд |

На сайте AllMusic релиз заслужил оценку 4 из 5, не имея при этом профессионального обзора. В рецензии издания Tiny Mix Tapes альбом был назван «важным релизом в развитии дабстепа» наравне с дебютным альбомом Burial. В сдержанном отзыве Resident Advisor были отмечены «насыщенная атмосфера и блестящие тексты». Журналист Джоэл Шалит сравнил альбом с работами даб-поэта Линтона Квеси Джонсона и фантаста Филипа Киндреда Дика. Канадский журнал Exclaim! назвал релиз «законным наследником» Maxinquaye рэпера Tricky.

### Анализ
Джоэл Шалит заверил, что Memories of the Future представляет душевные страдания меньшинств в Англии. Редактор Tiny Mix Tapes же подметил наивысшую ассимилятивность музыки. По его совам, дуэт британских горожан «ворошит всевозможные недуги мегаполиса», «передаёт частичку любого города — исторического или современного». Поэт выносит обвинительное заключение ямайскому постколониализму: «No victory, no defeat. Just a burning chalice of deceit», — слова, применимые к борьбе за власть в принципе. Не менее универсальны и аллегорические образы человеческого завоевания: «All is fear and evil between servant and master», «Some people say a man never truly happy unless the next man truly dies».